# O noapte la Veneția (film din 1953)
O noapte la Veneția  (titlul original: în germană Eine Nacht in Venedig) este un film de operetă austriac, realizat în 1953 de regizorul Georg Wildhagen, după opereta omonimă din anul 1883 a lui Johann Strauss, protagoniști fiind actorii Hans Olden, Jeanette Schultze, Peter Pasetti, Marianne Schönauer. 

## Distribuție
- Hans Olden – ducele de Urbino
- Jeanette Schultze – Annina
- Peter Pasetti – Caramello
- Marianne Schönauer – Barbara Delaqua
- Alfred Neugebauer – senatorul Delaqua
- Lotte Lang – Ciboletta
- Hermann Thimig – Pappacoda
- Egon von Jordan – Benvenuto
- Annie Rosar – Agricola Barbuccio
- Josef Egger – senatorul Barbuccio
- Julia Drapal – Petronilla
- Hugo Gottschlich – Francesco
- Heinrich Schweiger – Enrico

## Producție
Filmul a fost turnat în Studiourile Rosenhügel din Viena.
Inițial, opereta O noapte la Veneția fusese filmată în anul 1934, în regia lui Robert Wiene.